# Далас (окръг, Алабама)
Окръг Далас (на английски: Dallas County) е окръг в щата Алабама, Съединени американски щати. Площта му е 2572 km², а населението – 38 462 души (1 април 2020). Административен център е град Селма.